# Златан Сарачевич
Златан «Златко» Сарачевич  (хорв. Zlatan "Zlatko" Saračević, 5 липня 1961 — 21 лютого 2021) — хорватський гандболіст, олімпійський чемпіон.

## Виступи на Олімпіадах
| Олімпіада    | Дисципліна | Місце |
| ------------ | ---------- | ----- |
| Сеул 1988    | гандбол    | 3     |
| Атланта 1996 | гандбол    | 1     |